# دانيال هوبر
دانيال هوبر (بالألمانية: Daniel Huber)‏ هو متزلج قفز نمساوي، ولد في 2 يناير 1993 في سالزبورغ في النمسا.

## وصلات خارجية
- دانييل هوبر على موقع الاتحاد الدولي للتزلج (القفز التزلجي) (الإنجليزية)
- دانييل هوبر على موقع أوليمبيديا (الإنجليزية)